# Karosseriebus
Der Karosseriebus oder K-Bus ist ein Kommunikationsbus und gehört zu den Feldbussen, er findet dort Anwendung, wo sich der Einsatz teurer Bussysteme verbietet.
Ein verbreitetes Einsatzgebiet ist die Diagnosekommunikation in Kraftfahrzeugen.
Auf der Bitübertragungsschicht verwendet der K-Bus ISO-9141. Es handelt sich um eine einfache serielle UART-Kommunikation, die für Datenraten bis maximal 20 kBit/s eingesetzt werden kann.
Der K-Bus ist eine proprietäre Lösung, die zunehmend durch den LIN-Bus verdrängt wird.